# بیرجه آکالای
بیرجه آکالای (Birce Akalay) (زاده ۱۹ ژوئن ۱۹۸۴) یک هنرپیشه اهل ترکیه است. آکالای که با بازی در سریال تلویزیونی شمیم عشق در نقش حوا به موفقیت دست یافت، تا به امروز در سریال‌ها و فیلم‌های تلویزیونی مختلفی ظاهر شده‌است. در سال ۲۰۱۷ برای بازی در نمایش هفت شوهر هرمزبه کارگردانی مجدت گزن  انتخاب‌شد. او در سال ۲۰۲۰ در نمایش حماسه کشانلی علی به ایفای نقش پرداخت و شخصیت «زیله» را به تصویر کشید. در همان زمان، او کار خود را در تلویزیون با ایفای نقش اصلی در سریال بابل از تلویزیون استار ادامه داد که در ژانویه ۲۰۲۰ پخش شد.

## زندگی و حرفه
آکالای در ۱۹ ژوئن ۱۹۸۴ در استانبول به دنیا آمد. او باله را در چهار سالگی آغاز کرد و در شانزده سالگی مجروح شد. او در سال ۲۰۰۳ از بخش تئاتر از دبیرستان هنرهای زیبای پرا فارغ‌التحصیل شد. او سپس در دانشگاه استانبول در رشته تحلیل تئاتر ثبت نام کرد اما در کلاس سوم مدرسه را ترک کرد تا رؤیای خود را برای تبدیل شدن به یک بازیگر تئاتر دنبال کند. از آنجایی که او به سن بیست سالگی رسیده‌بود، شانس کسب مقام در کنسرواتوار دولتی را از دست داد، اما در عوض در کنسرواتوار دانشگاه هالیچ برای مطالعات تئاتر کرسی گرفت و تحصیلات خود را در آنجا به پایان رساند. از سال ۲۰۲۰، او مدرس دپارتمان تئاتر دانشگاه هالیچ است و دوره‌های بازیگری را تدریس می‌کند. او در سال ۲۰۰۴ در دوشیزه ترکیه به پایان رسید و در جایگاه سوم قرارگرفت. پس از آن، او نماینده کشورش در دوشیزه اروپا بود. در سال ۲۰۰۷، او اولین حضور تلویزیونی خود را با ایفای نقش مکمل در سریال تلویزیونی در بارهانجام داد. او اولین نقش سینمایی خود را در همان سال با بازی در فیلم آخرین درس: عشق و دانشگاه انجام‌داد. او اولین نقش اصلی خود را در تلویزیون با سریال سرنوشت با بازی شخصیت لامیا به دست آورد و سپس در همان سال برای سریال برای شما انتخاب‌شد. پس از بازی در نقش‌های فرعی درشورش هنگ و داستان زمستانی در سال ۲۰۰۹، موفقیت او با بازی در نقش حوا در سریال ۲۰۱۰ مکان عشق آسمان به دست آمد که مورد استقبال منتقدان و طرفداران قرار گرفت. در سال ۲۰۱۳، او به بازیگران من او را خیلی دوست داشتم پیوست که شخصیت آیهان را به تصویر می‌کشد. او فعالیت تلویزیونی خود را با بازی در مادر گریان (۲۰۱۴–۲۰۱۵)، متأهل و عصبانی (۲۰۱۵–۲۰۱۶)، زندگی گاهی شیرینه (۲۰۱۶–۲۰۱۷) و عشق سیاه و سفید (۲۰۱۷–۲۰۱۸) ادامه‌داد. پس از ایفای نقش اصلی در سریال تلویزیونی مادر گریان در اواخر سال ۲۰۱۸، او به مدت ۱ سال در هیچ تولیدی ظاهرنشد.
در همین حین، او به عنوان مدرس در گروه تئاتر دانشگاه هالیچ شروع به تدریس کرد و در برنامه موسیقی با منمثل اینبه عنوان داور ارشد شرکت کرد. در ژانویه ۲۰۲۰، او شروع به به تصویر کشیدن ایلا در سریال بابل از تلویزیون ستاره کرد. آکالای فعالیت خود را روی صحنه نیز ادامه داده و در سال ۲۰۲۰ در نقش «زیله» در نمایش باریش مراد یاغجی
ظاهر شد. پسر عموی او، باریش مراد یاغجی، نیز بازیگر است.

## فیلم‌شناسی
- شما را دوست دارم (۲۰۰۹)
- شمیم عشق (۲۰۱۰)
- آقا کوچولو (۲۰۱۴)
- متأهل و عصبانی (۲۰۱۵)
- بیوگرافی به نام من او را خیلی دوست داشتم (۲۰۱۷)
- تلخ و شیرین (۲۰۱۸)
- عشق سیاه و سفید (۲۰۱۸–۲۰۱۹)
- بابل (۲۰۲۰)
- آخرین تابستان (۲۰۲۱)
- پرواز پرنده (۲۰۲۲)
- قبرستان (۲۰۲۲)
- من یک مشکلی دارم (۲۰۲۳)